# Повітряні сили Ізраїлю
Повітряні сили Ізраїлю (ПСІ; івр. זְרוֹעַ הָאֲוִיר וְהֶחָלָל, "Повітряно-космічна армія", широко відома як חֵיל הָאֲוִיר‬, Хель га-Авір, "Повітряний Корпус") — це вид збройних сил у Армії оборони Ізраїлю, що відповідає за повітряну війну. Повітряні сили засновані 28 травня 1948 року, невдовзі після проголошення незалежності Ізраїлю. З квітня 2022 року командувачем Повітряних сил є Алуф Томер Бар.
Повітряні сили Ізраїлю були створені з захоплених або подарованих цивільних літаків, а також застарілих і надлишкових бойових літаків часів Другої світової війни. Згодом було закуплено більше літаків, в тому числі Boeing B-17, Bristol Beaufighter, De Havilland Mosquito та P-51 Mustang. ПС Ізраїлю відіграли важливу роль в операції «Кадеш», участі Ізраїлю в Суецькій кризі 1956 року, коли вони скинули десантників на перевал Мітла. 5 червня 1967 року, в перший день Шестиденної війни, Повітряні сили Ізраїлю провели операцію «Фокус», виснаживши протиборчі Арабські повітряні сили і здобувши панування в повітрі до кінця війни. Невдовзі після закінчення Шестиденної війни Єгипет розпочав Війну на Виснаження, під час якої ПС Ізраїлю неодноразово бомбардували стратегічні об'єкти в глибині ворожої території. Коли 6 жовтня 1973 року розпочалася Війна Судного дня, успіхи єгипетських і сирійських військ змусили Армію оборони Ізраїля відмовитися від детальних планів знищення ворожої ППО. Підрозділи повітряної підтримки змушені діяти в умовах ракетної та зенітно-артилерійської загрози,  дозволили ізраїльським військам на землі зупинити хвилю наступу ворога і, врешті-решт, перейти у власний наступ.
Після цієї війни більшість військових літаків Ізраїль отримав від Сполучених Штатів Америки. Серед них A-4 Skyhawk, F-4 Phantom II, F-15 Eagle, F-16 Fighting Falcon and F-35 Lightning II. Повітряні сили Ізраїлю також експлуатували низку вітчизняних літаків, таких як IAI Nesher, а пізніше - більш досконалий IAI Kfir. 7 червня 1981 року вісім літаків F-16 ПС Ізраїлю під прикриттям шести літаків F-15 провели операцію «Опера» зі знищення іракських ядерних об'єктів в Осіраку. 9 червня 1982 року ПС Ізраїлю провели операцію «Арцав-19», виводячи з ладу сирійську ППО в Лівані. 1 жовтня 1985 року, у відповідь на терористичну атаку ОВП, в результаті якої загинули троє ізраїльських цивільних на Кіпрі, ПСІ провели операцію «Дерев'яна нога», піддавши бомбардуванню штаб-квартиру ОВП в Тунісі. У 1991 році ПСІ провели операцію «Соломон», в результаті якої ефіопські євреї були доставлені до Ізраїлю. У 1993 і 1996 роках ПСІ брали участь в операціях «Відповідальність» і «Грона гніву» відповідно. З того часу вони брали участь у багатьох операціях, включаючи Ліванську війну 2006 року, операцію «Литий свинець», операцію «Хмарний стовп», операцію «Непорушна скеля» і операцію «Страж Стін». 6 вересня 2007 року Повітряні Сили Ізраїлю успішно розбомбили ймовірний сирійський ядерний реактор в ході операції «Поза межами».

## Місія
Повітряні сили Ізраїлю заявляють про свої наступні функції:
1. Захист Держави Ізраїль від нападу з повітря та оборона зони операцій Армії оборони Ізраїлю
2. Досягнення панування в повітрі у всій зоні діяльності Армії оборони Ізраїлю
3. Брати участь у бойових діях на суші та на морі
4. Вражати цілі в глибині території противника
5. Створення картини повітряної розвідки та участь у створенні загальної картини розвідки та її оцінці
6. Перевозити війська, техніку та системи озброєння
7. Виконувати завдання з пошуку, рятування та повітряної евакуації
8. Виконання спеціальних операцій
9. Постійно вдосконалюватися, як частина загального плану вдосконалення Армії оборони Ізраїлю і відповідно до покладених на них повноважень

## Знаки розрізнення
Знак розрізнення / рондель Повітряних сил Ізраїлю складається з синьої Зірки Давида на білому колі. Літаки зазвичай несуть її в шести місцях: вгорі і внизу кожного крила, а також з обох боків фюзеляжу. Існує також малопомітний варіант — синя зірка Давида без білого кола, хоча він використовується вкрай рідко. Маркування ескадрильї зазвичай розміщується на хвостовому оперенні.

## Історія

### Ранні роки (1948-1967)

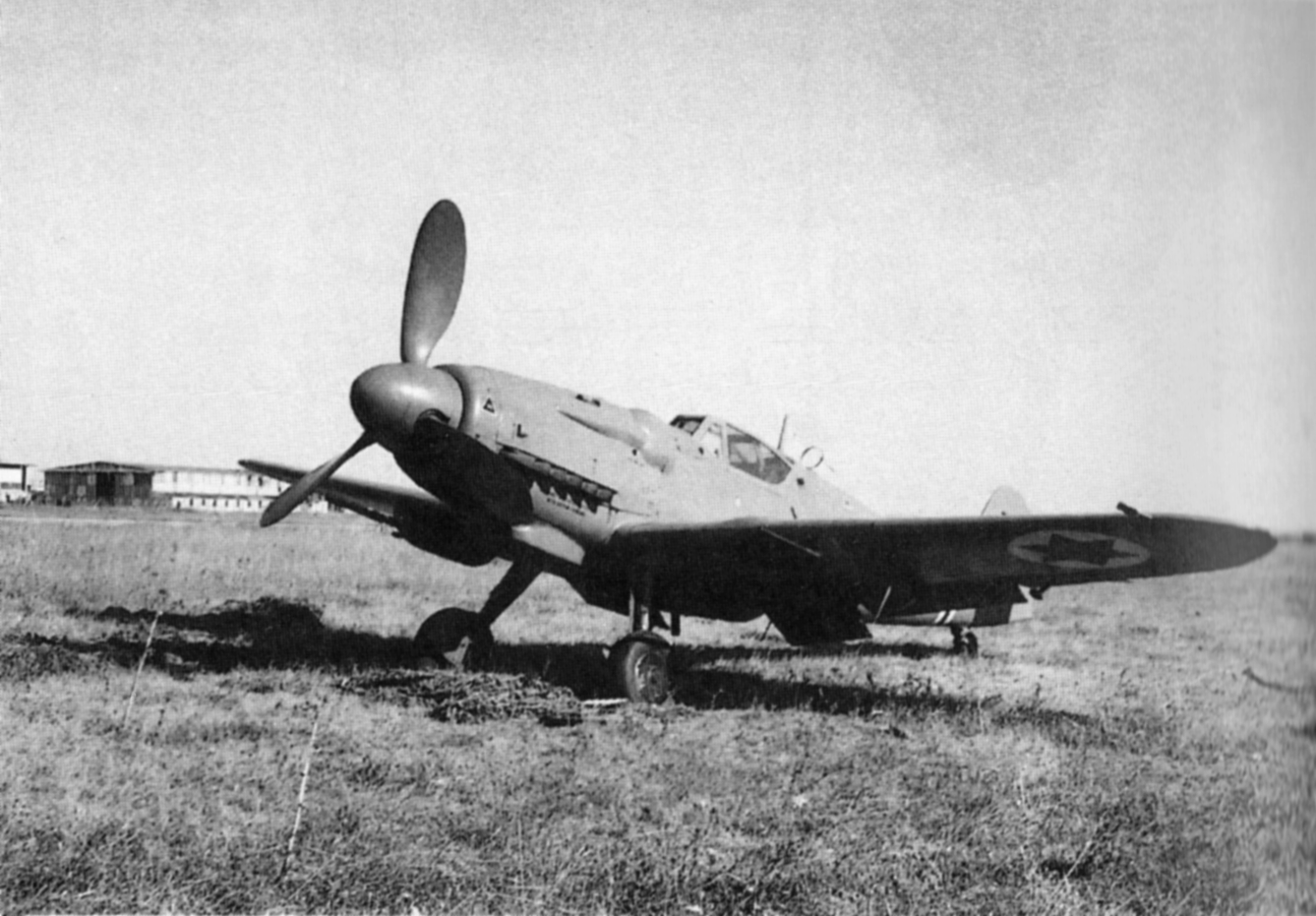
Avia S-199

Попередником Повітряних сил Ізраїлю була Палестинська льотна служба, створена Ірґуном у 1937 році, та Шерут Авір, повітряне крило Гаґана. 28 травня 1948 року, невдовзі після того, як Ізраїль проголосив свою державність і опинився під загрозою нападу, були сформовані Повітряні Сили Ізраїлю. Сили складалися з безладної мішанини з реквізованих або подарованих цивільних літаків, переобладнаних для використання у військових цілях. Різноманітні застарілі та надлишкові бойові літаки часів Другої світової війни були швидко знайдені різними способами, щоб доповнити цей флот. Основу ПСІ складали 25 літаків Avia S-199 (придбаних у Чехословаччині, по суті, чехословацьких Messerschmitt Bf 109) і 60 Supermarine Spitfire LF Mk IXE, перший з яких, "Ізраїль-1", був зібраний на місці з покинутих британських запчастин і вцілілого двигуна від Spitfire Повітряних сил Єгипту, а решта була придбана у Чехословаччині. Творчість і винахідливість були основою раннього військового успіху Ізраїлю в повітрі, а не технології (які на момент створення Армії оборони Ізраїлю, як правило, поступалися тим, що використовувалися супротивниками Ізраїлю). 15 з перших 18 пілотів 101 ескадрильї, перших пілотів військового класу ПСІ в 1948 році були іноземними добровольцями (як євреями, так і неєвреями), переважно ветеранами Другої світової війни, які хотіли співпрацювати з Ізраїлем у його боротьбі за незалежність, решта військових пілотів були ізраїльськими ветеранами Другої світової війни, тоді як пілоти з Шерут-Авіра були переважно місцевими жителями, які літали на легких цивільних літаках для постачання, розвідки та імпровізованих наземних атак з ручним скиданням легких бомб і ручними кулеметами.
Нова ізраїльська винищувальна авіація вперше вступила в бій 29 травня 1948 року, допомагаючи зупинити єгипетський наступ з сектора Газа на північ. Чотири новоприбулі літаки Avia S-199, пілотовані Лу Ленартом, Моді Алоном, Езером Вейцманом і Едді Коеном, завдали удару по єгипетських військах поблизу Ашдоду. Хоча збитки противнику були мінімальними, два літаки було втрачено, а Коен загинув, тим не менш, атака досягла своєї мети і зупинила єгиптян.
Після того, як 30 травня на аеродромі Ехрон незібрані літаки були обстріляні, винищувачі перебазувалися на імпровізовану смугу, розташовану навколо нинішнього аеропорту Герцлія. Аеродром використовувався, оскільки знаходився трохи в стороні від лінії фронту, і був таємним, оскільки це була спеціально побудована, після початку бойових дій, смуга, яка знаходилась між апельсиновими садами навколо Герцлії, і не була позначена на публічних картах. Перші повітряні перемоги Повітряні сили Ізраїлю здобули 3 червня, коли Моді Алон на літаку Avia D.112 збив два літаки DC-3 Повітряних сил Єгипту, які щойно бомбардували Тель-Авів. Перший бій з ворожими винищувачами відбувся через кілька днів, 8 червня, коли Гедеон Ліхтаман збив єгипетський Spitfire. Під час цих перших операцій ескадрилья діяла кількома літаками, які паркувались розосереджено між апельсиновими деревами, проти майже повного Арабського панування в повітрі на театрі воєнних дій. У жовтні винищувачі були переведені на авіабазу Хацор з Герцлії через її непридатність до дощових умов, ймовірну втрату таємного статусу та переміщення лінії фронту, що зробило колишні британські бази безпечними для використання, а також зміну балансу переваги в повітрі на користь Ізраїльтян.
З розвитком війни Ізраїль закуповував все більше і більше літаків, включаючи Boeing B-17, Bristol Beaufighter, De Havilland Mosquito і P-51D Mustang, що призвело до зміни балансу сил.

### Суецька криза (1956)
Повітряні сили Ізраїлю відіграли важливу роль в операції «Кадеш», під час участі Ізраїлю в Суецькій кризі 1956 року. На початку операції, 29 жовтня, ізраїльські літаки P-51D Mustang, деякі з яких використовували лопаті пропелери, перерізали телефонні лінії на Синаї, а 16 літаків DC-3 ПСІ у супроводі винищувачів висадили ізраїльських десантників в тилу єгипетських військ на перевалі Мітла і Ет-Тур. Повітряні сили Ізраїлю також завдавали ударів по єгипетських наземних підрозділах і допомогли ВМС Ізраїлю захопити есмінець ВМС Єгипту Ібрагім ель-Аваль, який обстрілював ізраїльське місто Хайфа - авіаудар пошкодив двигуни єгипетського корабля, що дозволило ізраїльським кораблям дістатися до нього і захопити його.

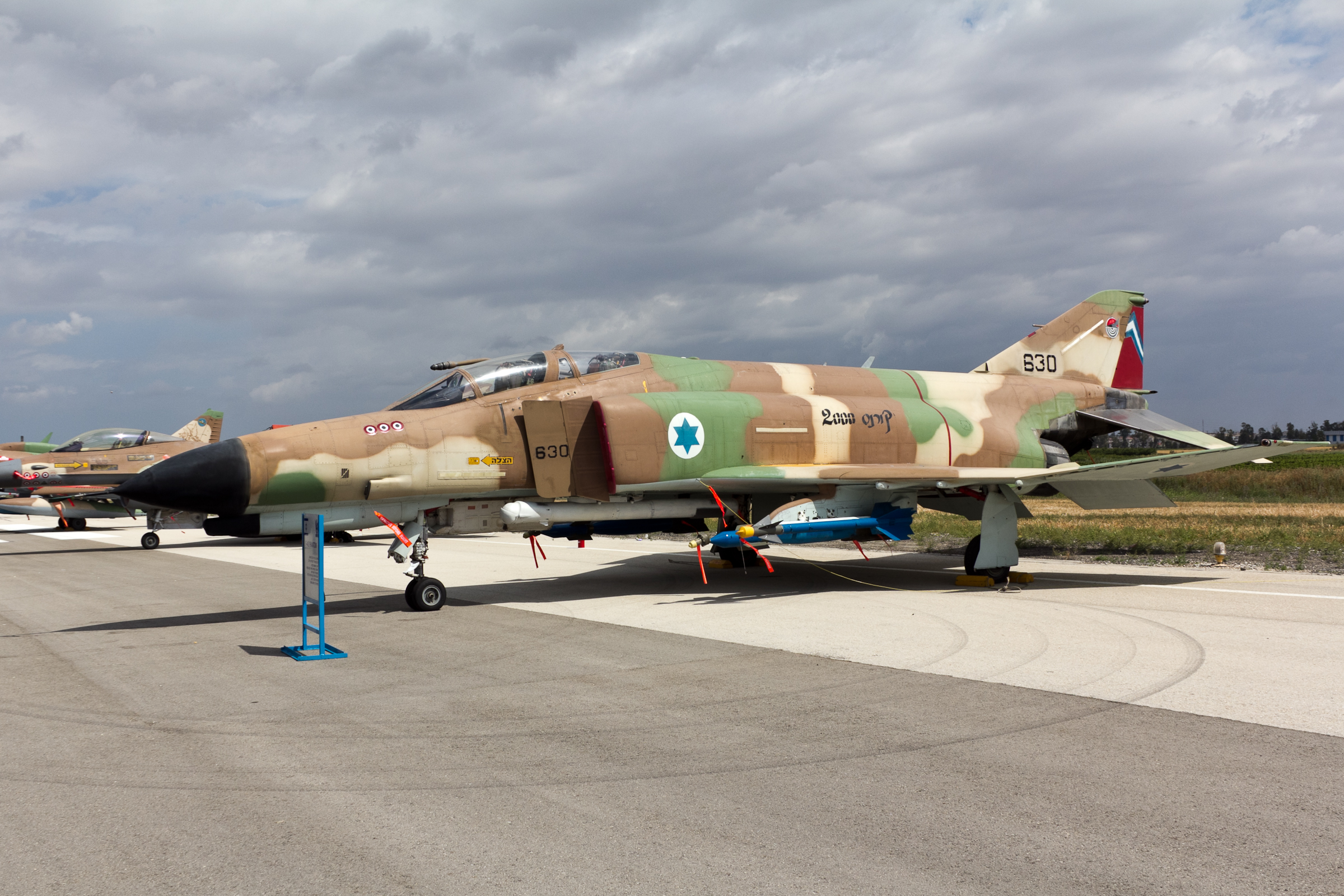
F-4E Phantom II 201 Ескадрильї ПСІ з 3-ма мітками ураження

### Шестиденна війна (1967)
За три години вранці 5 червня 1967 року, в перший день Шестиденної війни, Повітряні сили Ізраїлю провели операцію «Фокус», завдавши поразки Арабським Повітряним силам і здобувши панування в повітрі на час, що залишилося до кінця війни. Несподіваною атакою ПСІ знищив більшу частину Повітряних сил Єгипту, коли їхні літаки ще перебували на землі. До кінця дня, коли сусідні арабські країни також були втягнуті в бойові дії, ПСІ розгромили Сирійські та Йорданські Повітряні сили, завдавши ударів аж до Іраку. Після шести днів боїв Ізраїль заявив про знищення 452 арабських літаків, з яких 49 були перемогами у повітрі.
Після вражаючих успіхів ПСІ в Шестиденній війні адміністрація Ліндона Джонсона вирішила продати Ізраїлю винищувачі F-4 Phantom в 1968 році, що стало першим продажем американської військової техніки Ізраїлю.

### Війна на виснаження
Невдовзі після закінчення Шестиденної війни Єгипет розпочав Війну на виснаження, сподіваючись перешкодити Ізраїлю закріпитися на землях, захоплених у 1967 році. Метою Ізраїлю в бойових діях було завдати великих втрат супротивнику, щоб сприяти припиненню вогню. Повітряні сили Ізраїлю неодноразово бомбардували стратегічні об'єкти в глибині ворожої території і неодноразово кидали виклик Повітряним силам Арабів за панування в повітрі, підтримуючи при цьому операції ізраїльських сухопутних і військово-морських сил. Наприкінці 1969 року Радянський Союз почав розгортати в Єгипті частини винищувальної авіації і зенітно-ракетні підрозділи. Радянські зенітно-ракетні підрозділи незабаром приєдналися до своїх єгипетських союзників у прямих зіткненнях з ізраїльською авіацією. Радянські винищувачі здійснювали патрулювання, але ізраїльські пілоти отримали наказ не вступати з ними в бій. Однак 30 липня 1970 року напруженість досягла піку: засідка ПСІ призвела до масштабного повітряного бою між літаками Повітряних сил Ізраїлю та МіГами, якими керували радянські пілоти - п'ять МіГів було збито, тоді як ПСІ не зазнали жодних втрат. Побоювання подальшої ескалації та втручання наддержави привели до завершення війни. До кінця серпня 1970 року Повітряні сили Ізраїлю заявили про 111 уражених у повітрі літаків супротивника, тоді як самі в повітряних боях з Арабськими винищувачами втратили лише чотири літаки. Єгипетські та радянські війська стверджували, що збили близько 20 літаків ізраїльських ВПС за допомогою зенітно-ракетних і зенітно-артилерійських установок.

### Війна Судного дня (1973)

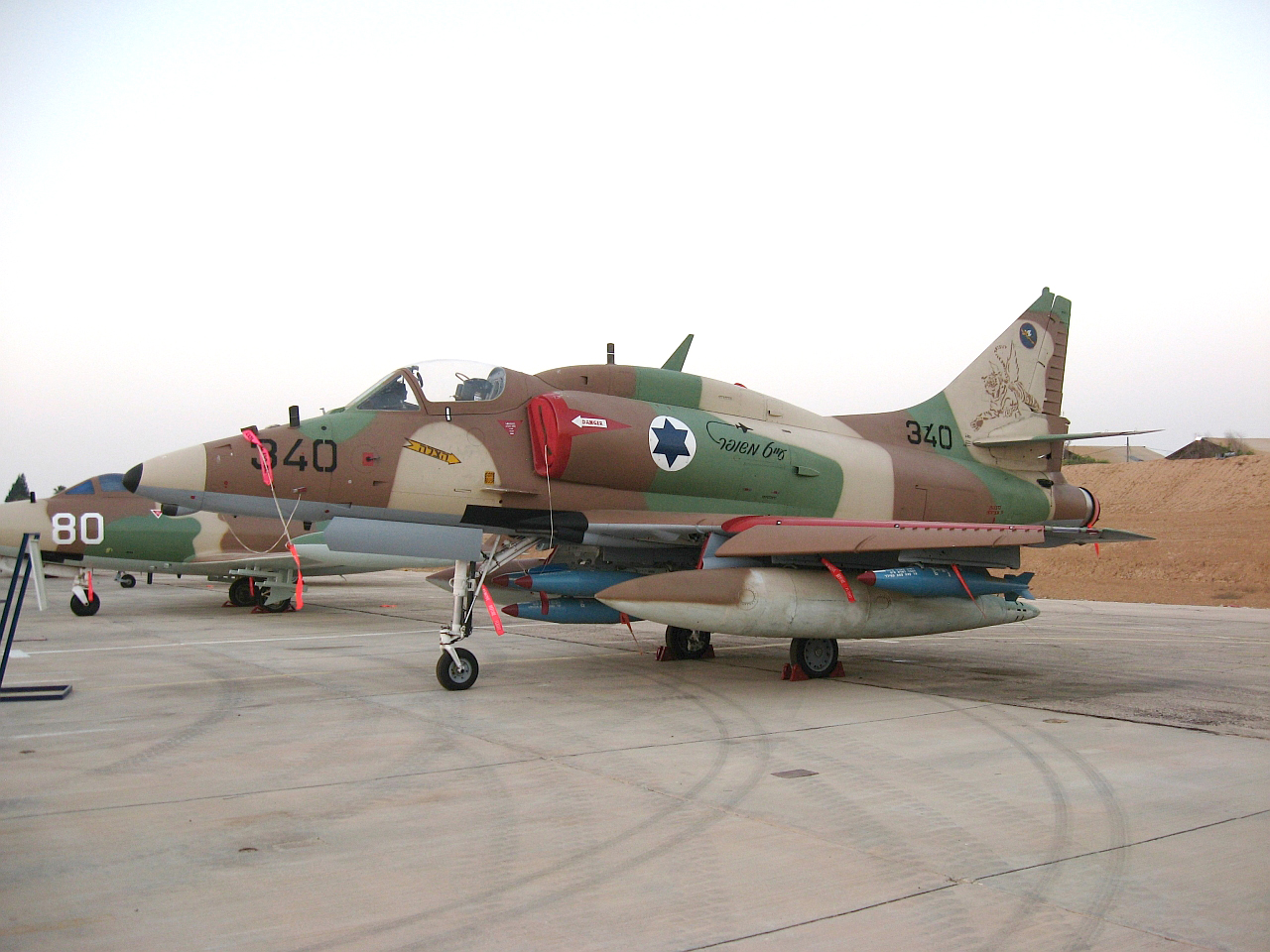
A-4N Skyhawk

6 жовтня 1973 року, з наближенням війни, ПСІ почали підготовку до превентивного удару по єгипетських і сирійських аеродромах і зенітних позиціях. Однак ізраїльський уряд вирішив відмовитися від превентивного удару. Тому літаки ПСІ перебували в процесі переозброєння для виконання завдань класу "повітря-повітря", коли о 14:00 розпочалися бойові дії війни Судного дня. Наступного ранку розпочалася Операція «Тагар» - наступальна повітряна операція по придушенню єгипетської протиповітряної оборони, що розпочалася з ударів по єгипетських авіабазах. Однак операція «Тагар» була швидко припинена, коли стала очевидною жахлива ситуація на Голанських висотах. Зусилля ПСІ були перенаправлені на північ, де була проведена злощасна Операція «Модель 5». Під час польотів із застарілими розвідувальними даними і без електронного захисту від мобільних батарей ЗРК і важких зенітних засобів було втрачено 6 Phantom ПСІ. Тривала кампанія, необхідна для розгрому ворожої ППО, була припинена перед обличчям єгипетського і сирійського наступу, і ПСІ були змушені діяти під загрозою ураження із ПЗРК. Тим не менш, безпосередня підтримка з повітря дозволила ізраїльським військам на землі зупинити хвилю і врешті-решт перейти в наступ, спочатку на півночі, а згодом і на півдні.
Після провалу Ізраїльського контрнаступу на Синаї 8 жовтня південний фронт залишався відносно статичним, і ПСІ зосередили свою увагу на сирійському фронті. В той час як A-4 Skyhawk надавали таку необхідну підтримку військам на землі, втративши 31 літак до кінця четвертого дня війни, Phantom-и Повітряних сил Ізраїлю неодноразово завдавали ударів по сирійських аеродромах. Після ударів сирійських 9К52 «Луна-М» по військових і цивільних об'єктах на півночі Ізраїлю ПСІ також розпочав кампанію зі знищення інфраструктури, від якої залежала військова спроможність Сирії, націлившись на стратегічні об'єкти в Сирії, такі як нафтова промисловість і система виробництва електроенергії. 13 жовтня сирійці були відкинуті назад і вийшли за межі своїх початкових позицій, Дамаск опинився в зоні досяжності ізраїльської артилерії, а іракська бронетанкова бригада, авангард їхніх експедиційних сил, була знищена.
14 жовтня армія Єгипту розпочала наступ по всьому фронту, але була відбита АОІ. Ізраїль розвинув цей успіх, атакувавши на стику між 2-ю і 3-ю єгипетськими арміями і перетнувши Суецький канал потрапив на територію Єгипту. Ізраїльські війська розгорнулися на північ і південь, знищуючи єгипетські тилові підрозділи і пробиваючи дірки в системі протиповітряної оборони. Це дозволило Повітряним силам Ізраїлю отримати свободу дій, в якій він раніше був позбавлений, а нові атаки призвели до краху сил Протиповітряної оборони Єгипту. Це спричинило посилення дипломатичної активності з метою врегулювання війни в поєднанні з посиленням активності Повітряних сил Єгипту. Приблизно з 18 жовтня і до кінця війни відбувалися інтенсивні повітряні бої між Ізраїльською та Єгипетською авіацією.
Офіційні втрати Повітряних сил Ізраїлю у війні Судного дня становлять 102 літаки, включаючи 32 F-4 Phantom, 53 A-4 Skyhawk, 11 Dassault Mirage та 6 IAI Sa'ar, хоча за іншими даними було втрачено 128 ізраїльських літаків. Загинуло 91 військовослужбовців Повітряних сил, з яких 53 були пілотами. 172 єгипетські літаки були збиті в повітряних боях, що призвело до втрат від 5 до 21 ізраїльтянина (на всіх фронтах). Арабська сторона не оприлюднила офіційних даних, але загальні втрати Єгипту склали від 235 до 242 літаків, тоді як Сирія втратила від 135 до 179 літаків.

### Розширення (1973-1982)
З часів війни більшість військових літаків Ізраїлю були отримані зі Сполучених Штатів. Серед них F-4 Phantom II, A-4 Skyhawk, F-15 Eagle і F-16 Fighting Falcon. Повітряні сили Ізраїлю також експлуатують низку літаків вітчизняного виробництва, таких як IAI Nesher, а пізніше - більш досконалий IAI Kfir, які були похідними від французького Dassault Mirage 5. Kfir був адаптований для використання більш потужного американського двигуна, виробленого за ліцензією в Ізраїлі. 4 липня 1976 року чотири ізраїльські транспортні літаки C-130 Hercules таємно вилетіли в аеропорт Ентеббе для проведення рятувальної операції. У березні 1978 року Повітряні сили Ізраїлю взяли участь в операції «Літані».
7 червня 1981 року вісім винищувачів F-16A ПСІ, прикриті шістьма літаками F-15A, провели операцію «Опера» зі знищення іракських ядерних об'єктів в Осіраку. Серед пілотів, які брали участь в атаці, був Ілан Рамон, згодом перший ізраїльський астронавт.

### Війна в Лівані 1982 року та її наслідки
До війни в Лівані 1982 року Сирія за допомогою Радянського Союзу створила в Ліванській долині Бекаа мережу зенітно-ракетних комплексів, що прикривали один одного. 9 червня 1982 року Повітряні сили Ізраїлю провели Операцію «Арцав-19», яка вивела з ладу сирійську систему протиповітряної оборони. У подальших повітряних боях проти Повітряних сил Сирії, ПСІ вдалося збити 86 сирійських літаків, не втративши жодного винищувача в повітряних боях. Гелікоптери ПСІ AH-1 Cobra з допомогою ганшипів знищили десятки сирійських бойових броньованих машин та інших наземних цілей, в тому числі кілька основних бойових танків Т-72.
Протягом багатьох років після офіційного завершення війни і впродовж усієї ізраїльської присутності в Лівані ПСІ продовжують здійснювати атаки на позиції Хезболли і ОВП на півдні Лівану. 1 жовтня 1985 року, у відповідь на терористичну атаку ОВП, в результаті якої загинули троє ізраїльських цивільних на Кіпрі, Повітряні сили Ізраїлю провели операцію «Дерев’яна нога». Удар включав бомбардування штаб-квартири ОВП в Тунісі винищувачами F-15 Eagle. Це була найдовша бойова місія, коли-небудь здійснена ПСІ, протяжністю 2300 кілометрів, з дозаправкою в польоті літаком Boeing 707 Повітряних сил Ізраїлю. В результаті штаб-квартира і казарми ОВП були або знищені, або пошкоджені.

### 1990-ті і пізніше
Багато електроніки та систем озброєння Повітряних сил Ізраїлю розроблено і вироблено в Ізраїлі компаніями Israel Military Industries, Israel Aerospace Industries, Elbit та іншими. Починаючи з 1990-х років, ПСІ модернізували більшість своїх літаків передовими системами ізраїльського виробництва, покращивши їхні характеристики. У 1990 році Повітряні сили Ізраїлю отримали на озброєння гелікоптери AH-64 Apache і почав оснащувати свої літаки ракетами Rafael Python 4, Popeye і Derby.
Під час першої війни в Перській затоці 1991 року Ізраїль був атакований іракськими ракетами «Скад». Протягом усього конфлікту пілоти Повітряних сил Ізраїлю перебували в постійній готовності в своїх кабінах, готові вилетіти до Іраку, щоб завдати удару у відповідь. Дипломатичний тиск, а також відмова Сполучених Штатів у наданні кодів транспондерів IFF, однак, утримували ПСІ на землі, в той час як авіація Коаліції і батареї ракет Patriot, надані США і Нідерландами, намагалися впоратися зі «Скадами».
У 1991 році ПСІ провели операцію «Соломон», в ході якої ефіопські євреї були вивезені до Ізраїлю. У 1993 і 1996 роках ПСІ брали участь в операціях «Відповідальність» і «Грона гніву» відповідно.

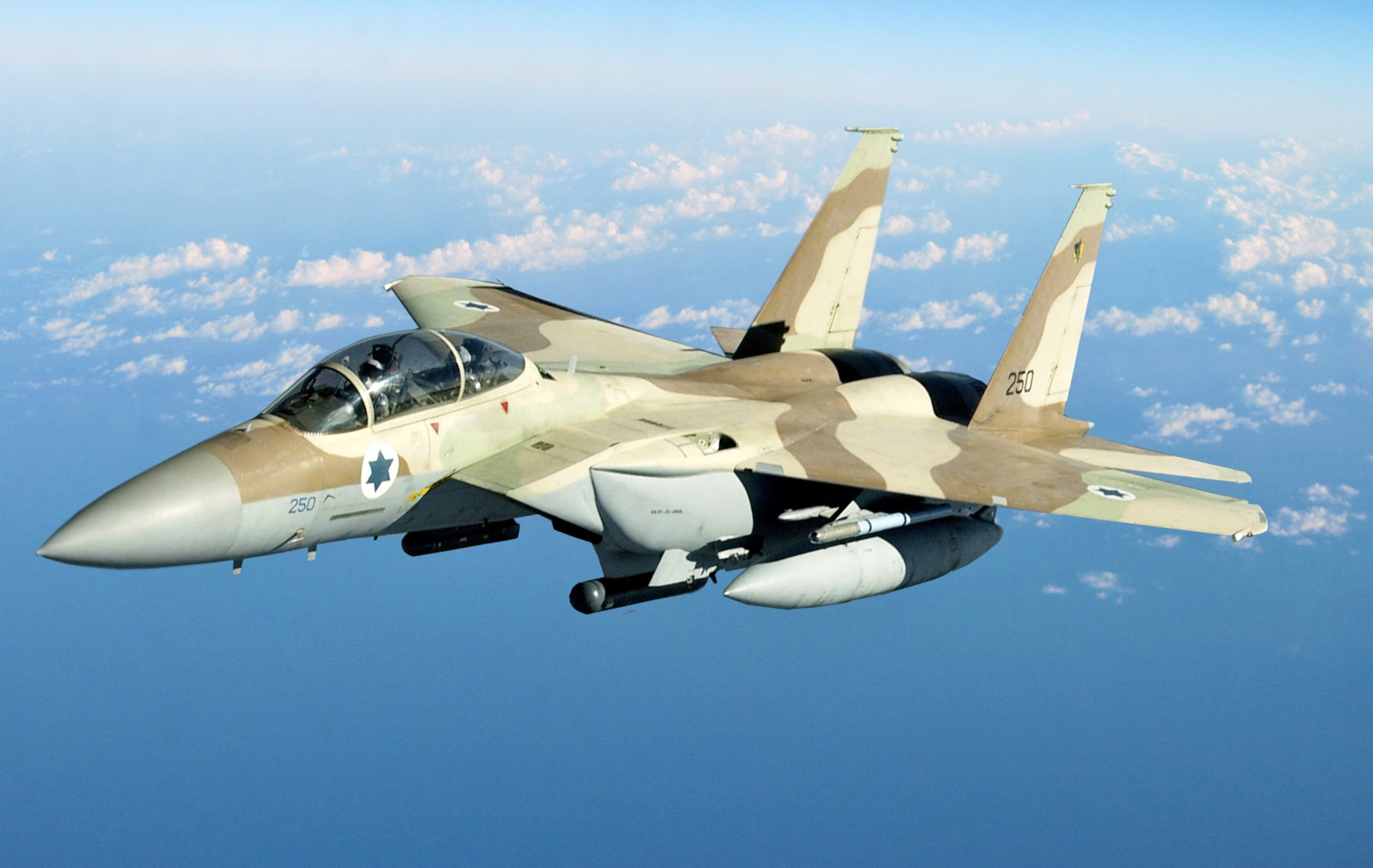
F-15I Ra'ams 69 Ескадрильї під час реалістичний бойових навчань Red Flag 04-3

Наприкінці 1990-х років Повітряні сили Ізраїлю почали закуповувати винищувачі F-15I Ra'am («Грім») і F-16I Sufa («Шторм»), виготовлені спеціально для Ізраїлю згідно з вимогами ПСІ. Перший з 102 винищувачів F-16I Sufa прибув до Ізраїлю у квітні 2004 року, поповнивши парк F-16, який вже був найбільшим за межами Повітряних сил США. ПСІ також придбали сучасну ізраїльську ракету класу «повітря-повітря» Rafael Python 5, здатну охоплювати всю сферу, а також спеціальну версію Apache Longbow, позначену AH-64DI або Saraph. У 2005 році Повітряні сили Ізраїлю отримали модифіковані літаки Gulfstream V («Нахшон»), оснащені сучасними системами розвідки виробництва Israel Military Industries. До 2013 року Ізраїль став найбільшим у світі експортером БПЛА. У грудні 2016 року Ізраїль отримав першу пару винищувачів F-35 Lightning II зі США.
Через три місяці після вбивства лідера Хезболли Аббаса аль-Мусаві, ПСІ розпочали наступ на південний Ліван, здійснивши п'ять авіанальотів за шість днів. Деякі з цілей, що були атаковані, знаходилися далеко на півночі, близько до Баальбеку. В останній день, 26 травня 1992 року, було завдано понад 40 ракетних ударів. Під час атак загинуло понад 20 цивільних осіб.
Повітряні сили Ізраїлю брали активну участь в операціях Армії оборони Ізраїлю під час інтифади в Аль-Акса, в тому числі, в суперечливих та цілеспрямованих вбивствах лідерів палестинських терористів, зокрема, Салаха Шахаде, Ахмеда Ясина і Абеда Азіза аль-Рантісі. Хоча цю політику критикували через колатеральні втрати, завдані в деяких випадках, Ізраїль стверджує, що вона є життєво важливою в його боротьбі з тероризмом, і що пілоти Повітряних сил Ізраїлю роблять все можливе, щоб уникнути жертв серед цивільного населення, в тому числі припиняють удари. У 2007 році Ізраїль досяг співвідношення жертв серед цивільного населення 1:30, тобто одна цивільна жертва на кожні тридцять жертв серед бойовиків, під час авіаударів по бойовиках на палестинських територіях. Алан Дершовіц зазначив, що «Жодна армія в історії не мала кращого співвідношення між кількістю загиблих бойовиків і цивільних осіб в порівнянних умовах».
5 жовтня 2003 року Повітряні сили Ізраїлю атакували ймовірний тренувальний табір палестинських бойовиків в Айн ес-Сахеб, Сирія. Це була перша відкрита військова операція Ізраїлю в Сирії з часів війни Судного дня 1973 року, яка стала реакцією на вибух бомби, здійснений раніше терористом-смертником у Хайфі.

### Ліванська війна 2006 року
Повітряні сили Ізраїлю відіграли вирішальну роль у Ліванській війні 2006 року. Удари ПСІ - переважно, але не виключно, на півдні Лівану - були спрямовані на те, щоб зупинити ракетні пуски бойовиків Хезболли, націлені на ізраїльські міста. Під час цієї війни ПСІ здійснили понад 12 000 бойових вильотів. Найвідоміша з них, що відбулася на другий день війни, призвела до того, що ПСІ знищили 59 іранських ракетних установок середньої і великої дальності всього за 34 хвилини. Широке засудження викликав авіаудар ПСІ 30 липня по будівлі, яка, ймовірно, була схованкою бойовиків поблизу села Кана, в результаті якого загинуло 28 цивільних осіб. В останній день війни Хезболла збила гелікоптер ПСІ CH-53 Yas'ur, в результаті чого загинули п'ять членів екіпажу. Під час конфлікту ізраїльська авіація також збила три БПЛА "Хезболли" іранського виробництва. 

### Операція «Поза межами» 2007 року
У 2007 році під час операції «Поза межами» Повітряні сили Ізраїлю атакували ймовірний сирійський об'єкт ядерної зброї. ПСІ використовували систему радіоелектронної боротьби (РЕБ), щоб нейтралізувати Сирійську протиповітряну оборону, подаючи їм фальшиву картину неба, в той час як літаки ПСІ перетнули більшу частину Сирії, відбомбардували свої цілі і безперешкодно повернулися в Ізраїль.

### Протистояння ХАМАС

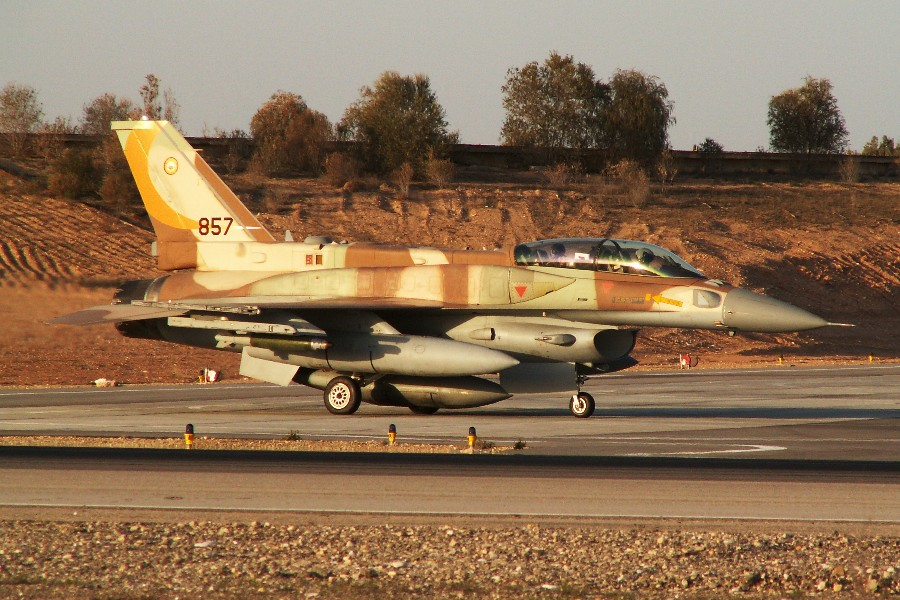
F-16I Sufa Повітряних сил Ізраїлю готується до зльоту для нанесення удару по цілях Хамасу під час Операції «Литий свинець» (2008-2009).

З моменту захоплення Гази ХАМАСом у 2007 році Повітряні сили Ізраїлю брали участь у неодноразових спалахах насильства між Ізраїлем і утримуваним ХАМАСом Сектором Газа. У грудні 2008 року ПСІ очолили Операцію «Литий свинець», здійснивши понад 2360 повітряних ударів. Вони відіграли головну роль у знищенні цілей Хамас і вбили кількох високопоставлених командирів Хамас, в тому числі Саїда Сеяма, Нізара Раяна, Тауфіка Джабера, і Абу Закарію аль-Джамал.
Згідно з повідомленням CBS News, у січні 2009 року ізраїльські літаки завдали удару по колоні вантажівок у Судані, які прямували до Єгипту і перевозили зброю, очевидно, призначену для сектору Газа. Сімнадцять вантажівок були розбомблені, а тридцять дев'ять контрабандистів загинули в результаті удару. 5 квітня 2011 року автомобіль, що прямував з аеропорту Порт-Судану до Порт-Судану, був знищений ракетою. Загинули обидва пасажири, один з яких, можливо, був високопоставленим військовим командиром Хамас. Міністр закордонних справ Судану звинуватив у нападі Ізраїль. Суданські газети повідомляли, що наприкінці 2011 року ізраїльська авіація знову атакувала конвої з озброєнням, що прямували до Гази. 24 жовтня 2012 року Судан заявив, що Ізраїль розбомбив завод з виробництва боєприпасів на південь від Хартума.
У складі Повітряних сил Ізраїлю також є зенітні ракетні та зенітно-артилерійські підрозділи. З 1990 року їх основним завданням було перехоплення ракет класу «земля-земля» і ракет, випущених в бік Ізраїлю. У 2011 році ПСІ почали експлуатувати протиракетну систему «Залізний купол», яка протягом року успішно перехопила і знищила 93 ракети, випущені по ізраїльських містах з Гази.
У листопаді 2012 року ПСІ брали участь в Операції «Хмарний стовп», під час якої, за словами речника АОІ, ізраїльські війська завдали ударів по більш ніж 1500 військових об'єктах у секторі Газа, включаючи пускові установки ракет, контрабандні тунелі, командні центри, а також об'єкти з виробництва і зберігання зброї. Багато з цих атак були здійснені Повітряними Силами.
З 8 липня по 5 серпня 2014 року ПСІ брали участь в Операції «Непорушна скеля», під час якої, за словами речника АОІ, ізраїльські сили завдали ударів по 4762 об'єктах тероризму в секторі Газа, включаючи пускові установки ракет, центри командування і управління, об'єкти військової адміністрації, об'єкти зберігання і виробництва зброї, а також навчальні та військові містечка.
У травні 2021 року ізраїльська артилерія і повітряні сили завдали 1500 ударів по Газі в ході Операції «Страж Стін». Починаючи з жовтня 2023 року, Повітряні сили Ізраїлю виконують головну роль у війні проти Хамасу.

### Інциденти під час громадянської війни в Сирії

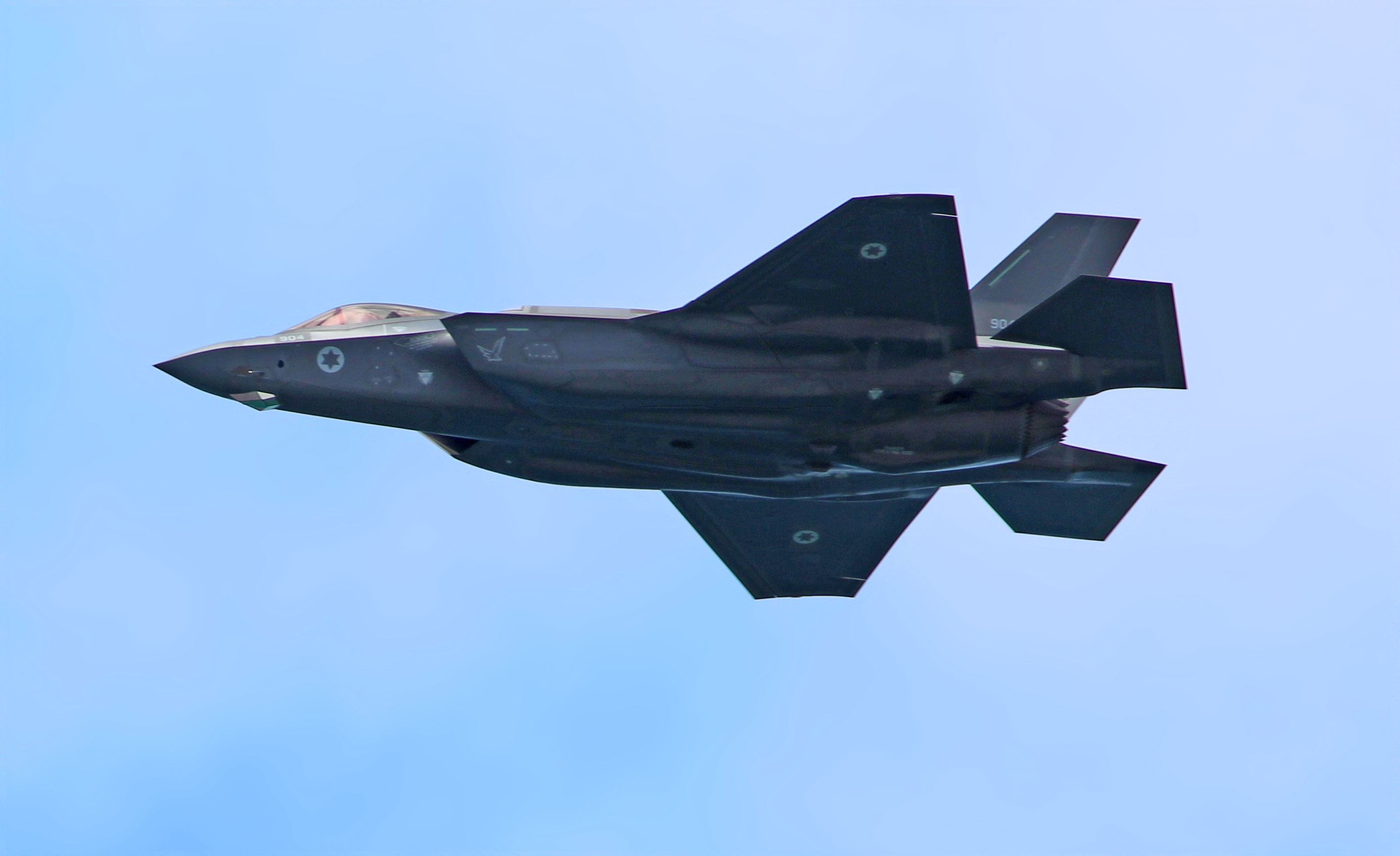
F-35I Повітряних сил Ізраїлю над Тель-Авівом

Громадянська війна, що вирує у північного сусіда Ізраїлю, час від часу супроводжується активністю ПСІ, іноді відкритою, іноді невизнаною, а іноді лише приписуваною. Серед помітних дій можна назвати наступні:
- Збиття літака Су-24 Повітряних сил Сирії 23 вересня 2014 року: Літак був збитий зенітно-ракетною батареєю МІМ-104 Patriot Повітряних сил Ізраїлю після того, як, за повідомленнями, перетнув сирійсько-ізраїльську лінію припинення вогню під час наземного удару по сирійських опозиційних силах.[54]
- 20 і 21 серпня 2015 року, після того, як чотири ракети влучили в Голанські висоти і Верхню Галілею, Ізраїль завдав авіаударів по Сирії, в результаті яких було вбито кілька бойовиків.[55]
- Авіаудари Ізраїлю в Сирії в березні 2017 року: 17 березня 2017 року ізраїльські винищувачі атакували цілі в Сирії. По літаках було випущено кілька ракет С-200, одна ракета була збита ракетою Arrow 2; жоден літак не постраждав.[56][57][58][59] Цей інцидент став першим чітко підтвердженим ударом Ізраїлю по сирійській території під час громадянської війни в Сирії.[60]
- 10 лютого 2018 року ізраїльський гелікоптер AH-64 збив іранський безпілотник, який залетів на територію Ізраїлю. 4 ізраїльських винищувачі F-16 завдали удару по Сирії, залишаючись в ізраїльському повітряному просторі, як повідомляється, з метою ураження іранських об'єктів управління безпілотниками, які здійснювали транскордонний рейд. Один з F-16 був збитий сирійськими ракетами класу «земля-повітря» і впав на півночі Ізраїлю, ставши першим збитим в бою ізраїльським літаком з 1982 року. Обом пілотам вдалося катапультуватися на ізраїльській території. Пілоти були поранені, але вийшли з лікарні приблизно через тиждень.[61] Згодом Ізраїль атакував сирійські системи ППО та іранські об'єкти.[62][63]
- 10 травня 2018 року, після того, як іранські елітні сили на сирійській стороні Голанських висот випустили близько 20 ракет у бік позицій Ізраїльської армії, не завдавши шкоди або поранень,[64] Ізраїль відповів ракетним вогнем по Сирії.[65] Повітряні сили Ізраїлю підтвердили удари.[66] Загинули 23 бойовики, серед яких 18 іноземців.[67] Командувач Повітряних сил Ізраїлю Амікам Норкін заявив, що Ізраїль уперше застосував винищувачі-невидимки F-35.[68]
- 17 вересня 2018 року сирійські ЗМІ повідомили про кілька вибухів над містом Латакія після нібито перехоплення ракет, випущених з Середземного моря. Ізраїль взяв на себе відповідальність за атаку на Латакію після того, як сирійські системи ППО збили російський розвідувальний літак.[69] Інформаційне агентство SANA повідомило, що внаслідок ізраїльської атаки було поранено десять осіб.[70] Сирійський центр моніторингу за дотриманням прав людини повідомив про загибель двох сирійських солдатів,[71] а 113 іранських солдатів були вбиті протягом останнього місяця в результаті ізраїльських ударів по Сирії.[72]

## Структура

### Адміністративна структура
- Начальник штабу Повітряних сил
- Управління Повітряними силами
- Управління сприяння та вертолітного флоту
- Розвідувальне управління
- Управління обладнання
- Управління кадрів
- Головний офіцер Медичної служби
- Управління Повітряними операціями
- Штаб спеціальних операцій Повітряних сил
  - «Шальдаг» – підрозділ спеціальних операцій повітряних сил
  - Підрозділ 669 – підрозділ медичної евакуації
- Командування протиповітряної оборони
  - Північний полк протиповітряної оборони
  - Центральний полк протиповітряної оборони
  - Південний полк протиповітряної оборони (включаючи Академію протиповітряної оборони)

### Операційна організація
- Авіабаза Рамат-Давид (1-ше крило)

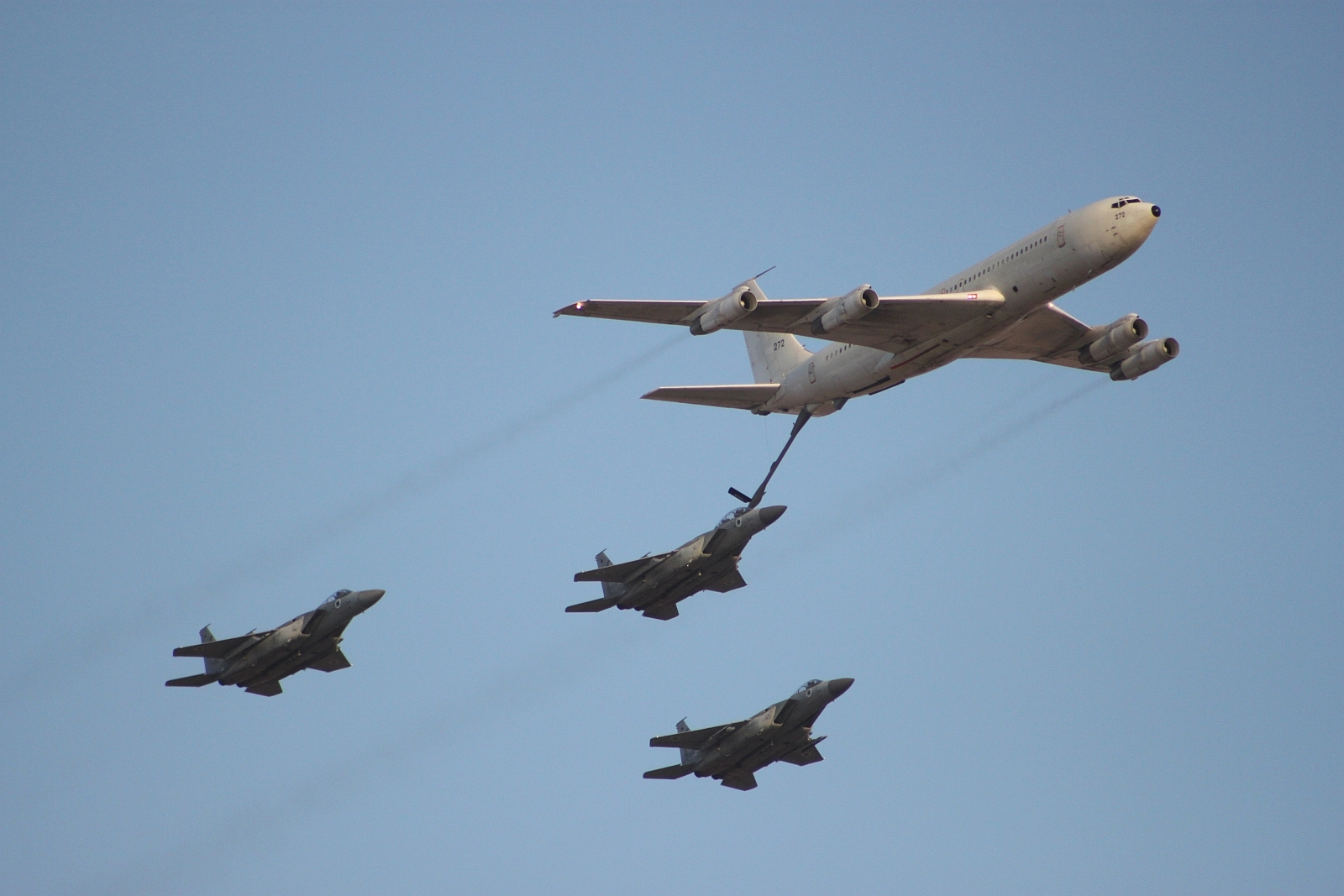
Boeing 707 ПСІ дозаправляє F-15

  - 101 Ескадрилья «Перша винищувальна»
  - 105 Ескадрилья «Скорпіон»
  - 109 Ескадрилья «Долина»
  - 193 Ескадрилья «Захисники Заходу»
- Авіабаза Сдот Міха (2-е крило)
  - 150 Ескадрилья
  - 199 Ескадрилья
  - 248 Ескадрилья
- Авіабаза Хацор (4-е крило)
  - 100 Ескадрилья «Літаючий верблюд»
- Авіабаза Хацерім (6-а авіабаза)
  - 69 Ескадрилья «Молоти»
  - 102 Ескадрилья «Літаючий тигр»
  - Аеробатична група ПС Ізраїлю
  - 107 Ескадрилья «Лицарі помаранчевого хвоста»
  - Піхотна школа Повітряних Сил
- Авіабаза Тель-Ноф (8-а авіабаза)
  - 106 Ескадрилья «Вістря списа»
  - 118 Ескадрилья «Нічні вершники»
  - 133 Ескадрилья «Лицар подвійного хвоста»
  - 210 Ескадрилья «Білий орел»[73]
  - 601 Ескадрилья (Центр льотних випробувань)
  - Підрозділ 555 «Небесні ворони» (підрозділ радіоелектронної боротьби)[74]
- Авіабаза Увда (10-а авіабаза)M-346 'Lavi' на службі ПС Ізраїлю.
  - 115 Ескадрилья «Літаючий дракон»
  - Школа Авіаційних професій
  - Школа офіцерів Повітряних Сил
- Авіабаза Хайфа (21-а авіабаза)
  - Професійно-технічна школа
  - Технологічний коледж ПС Ізраїлю
- Авіабаза Рамон (25-е крило)
  - 113 Ескадрилья «Шершень»
  - 119 Ескадрилья «Кажан»
  - 190 Ескадрилья «Чарівний дотик»
  - 201 Ескадрилья «Єдиний»
  - 253 Ескадрилья «Неґев»
- Авіабаза Неватім (28-а авіабаза)
  - 103 Ескадрилья «Слони»
  - 116 Ескадрилья «Леви Півдня»
  - 117 Ескадрилья «Перша реактивна»

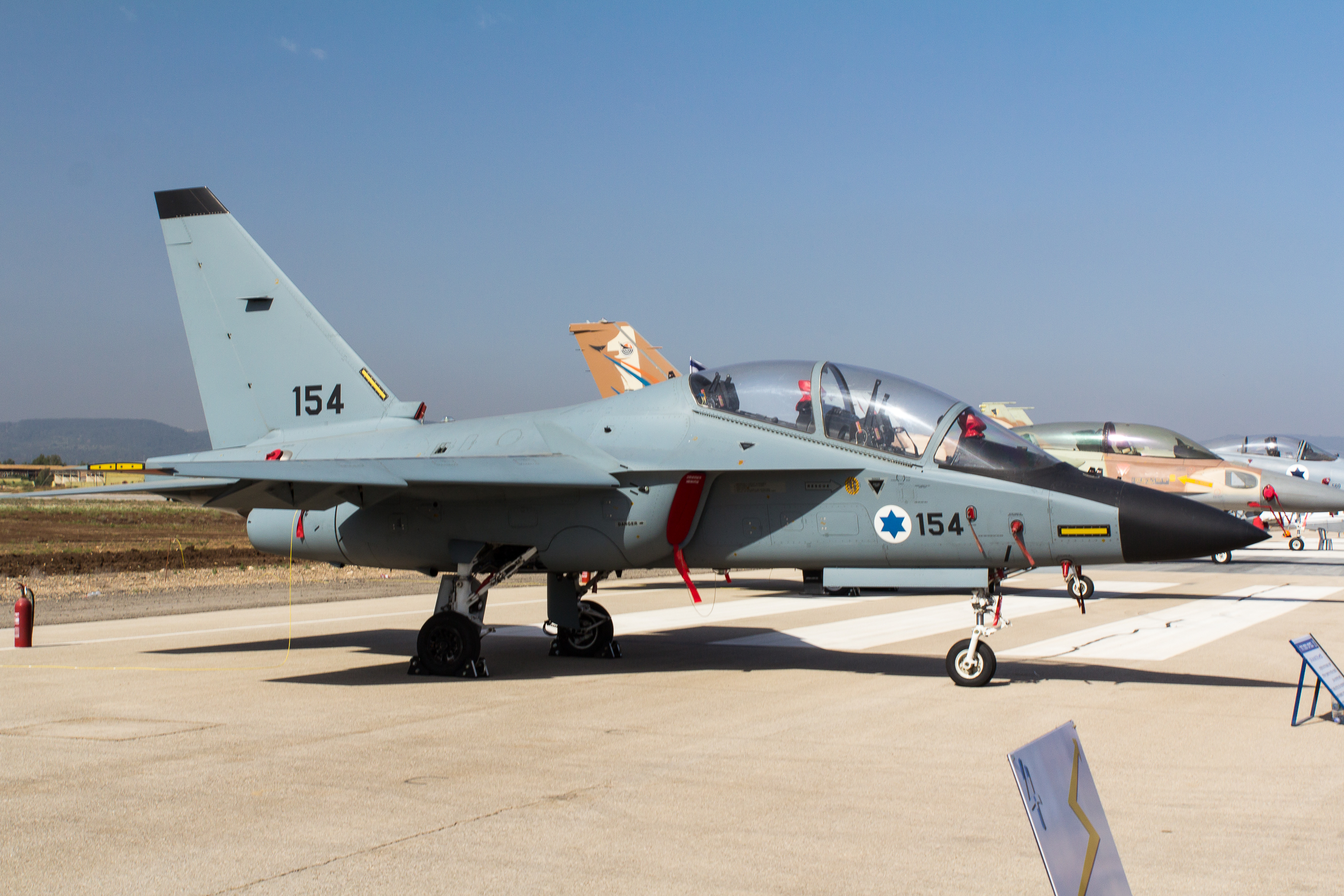
M-346 'Lavi' на службі ПС Ізраїлю.

  - 120 Ескадрилья «Гіганти пустелі»БПЛА Heron Повітряних сил Ізраїлю в повітрі
  - 122 Ескадрилья «Нахшон»

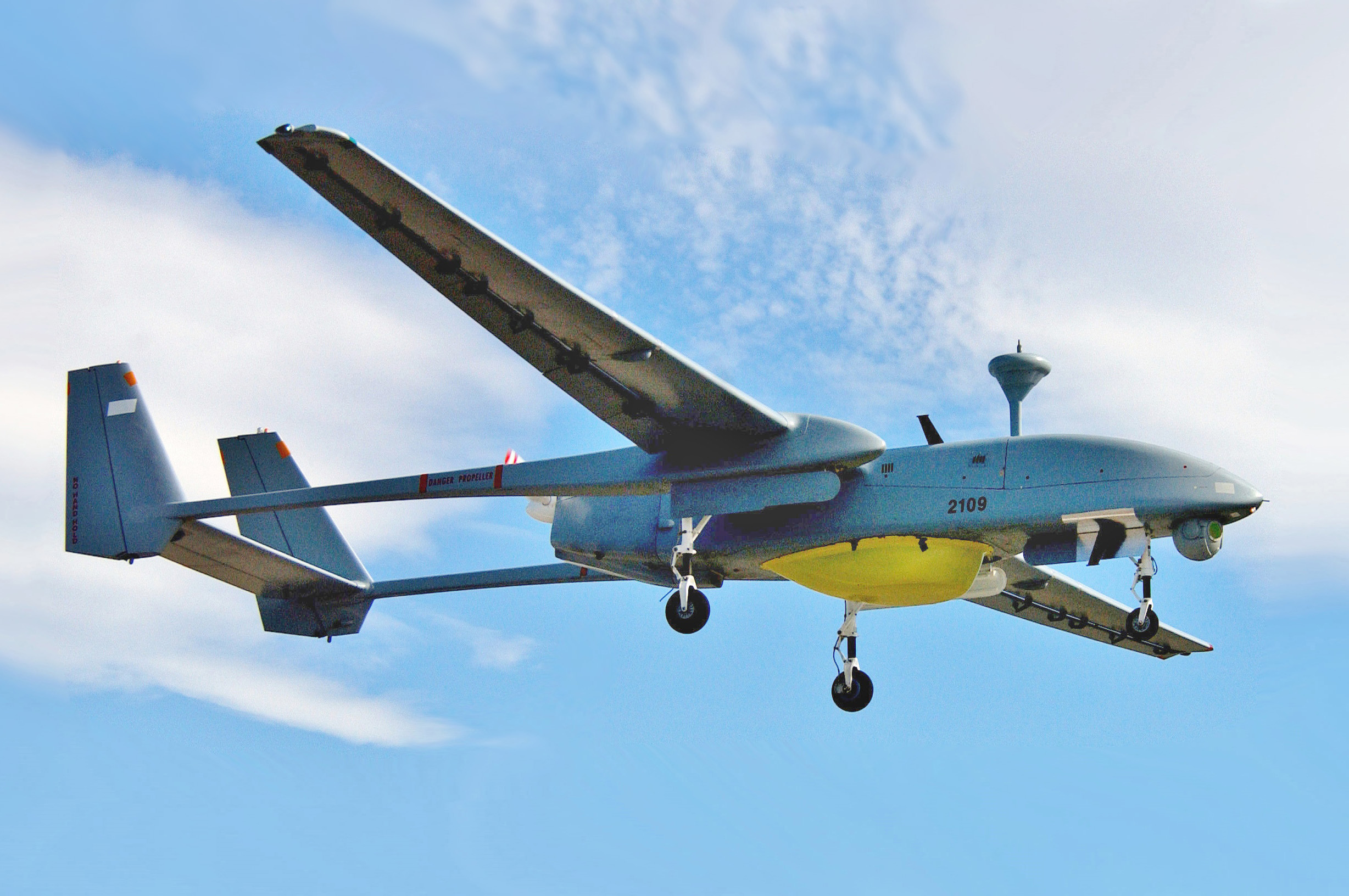
БПЛА Heron Повітряних сил Ізраїлю в повітрі

  - 131 Ескадрилья «Лицарі Жовтого Птаха»
  - 140 Ескадрилья «Беркут»
- Авіабаза Пальмахім (30-а авіабаза)
  - 123 Ескадрилья «Птахи пустелі»
  - 124 Ескадрилья «Рухомий меч»
  - 151 Ескадрилья (ескадрилья ракетних випробувань)
  - 161 Ескадрилья «Чорна змія»
  - 166 Ескадрилья «Іскра»
  - 200 Ескадрилья «Перша БПЛА»

## Авіація

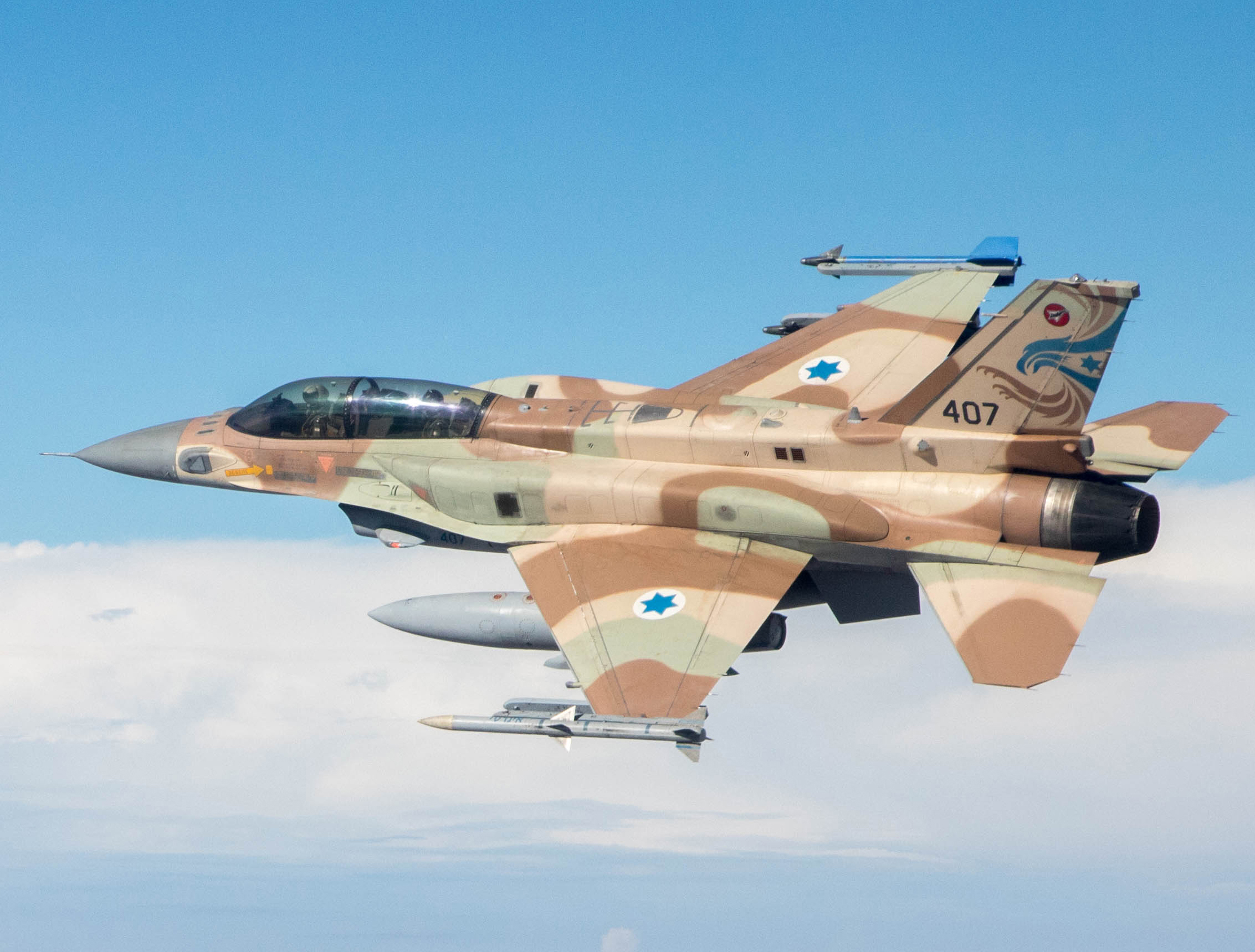
F-16I «Sufa» в повітрі

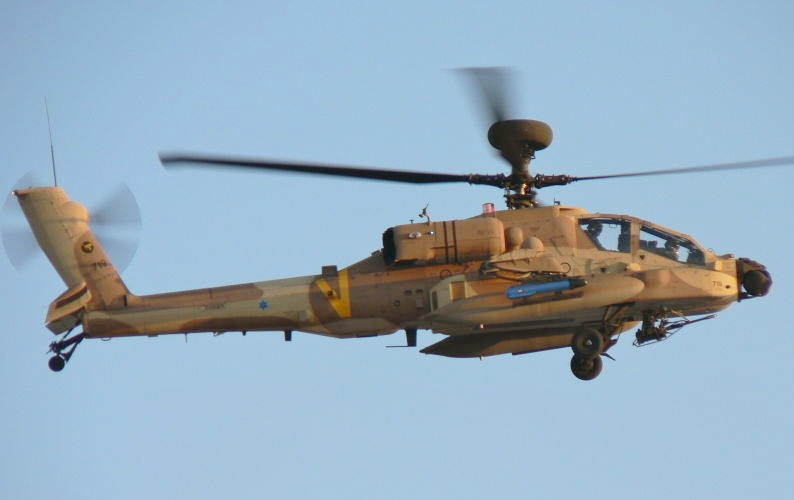
Ізраїльський AH-64D «Saraf»

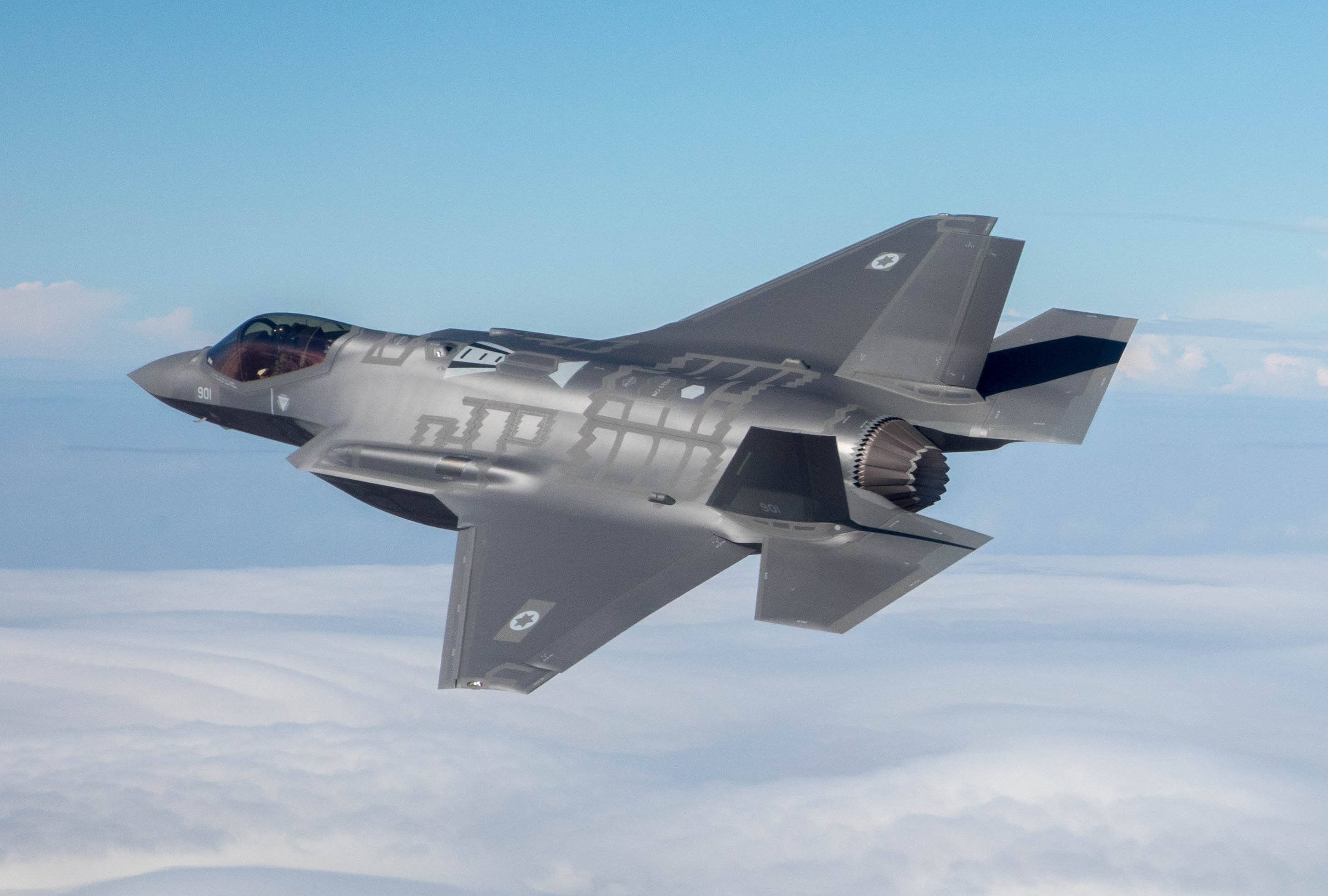
Дебютний політ F-35I «Adir» в Ізраїлі

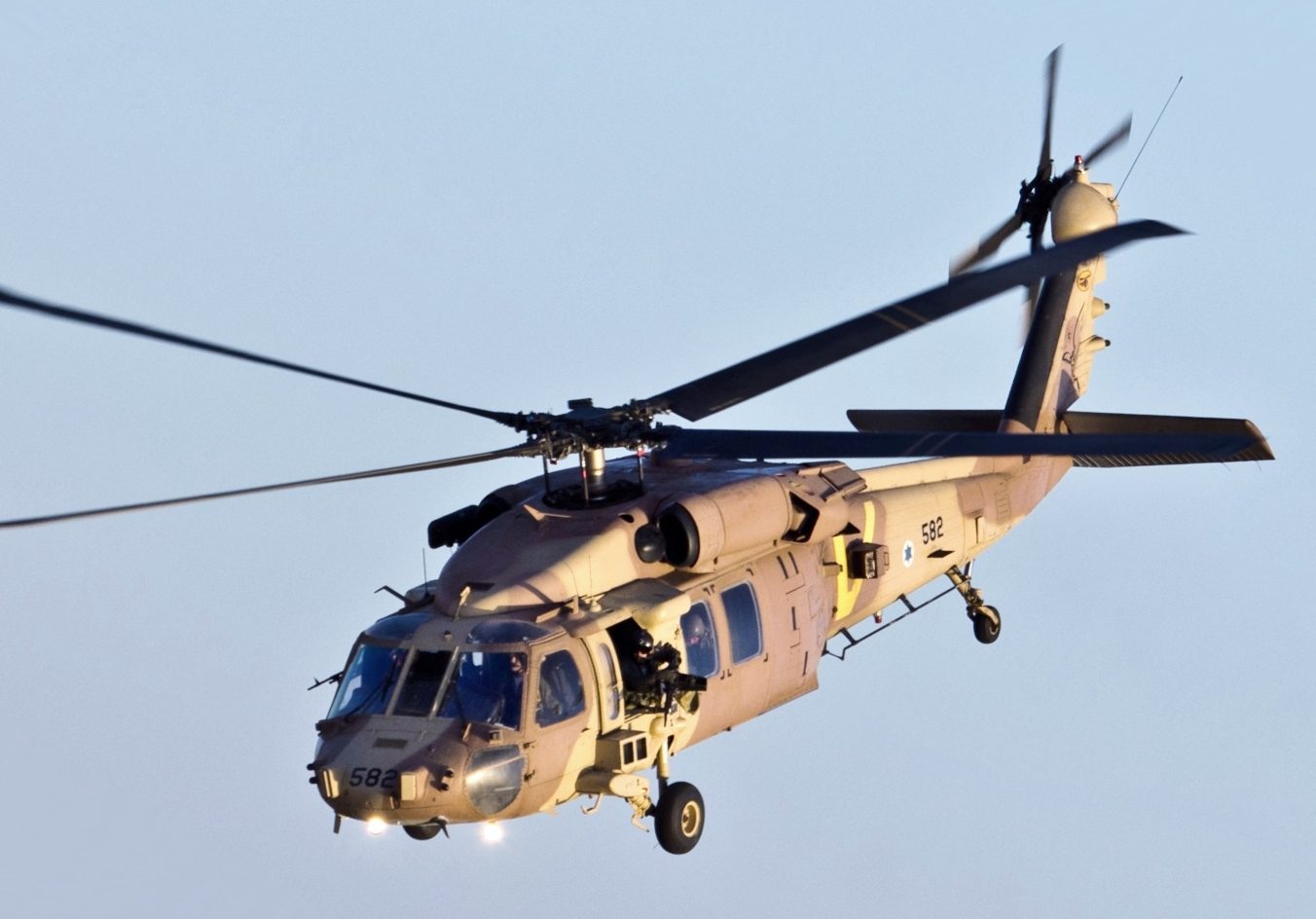
Ізраїльський UH-60 Yanshuf

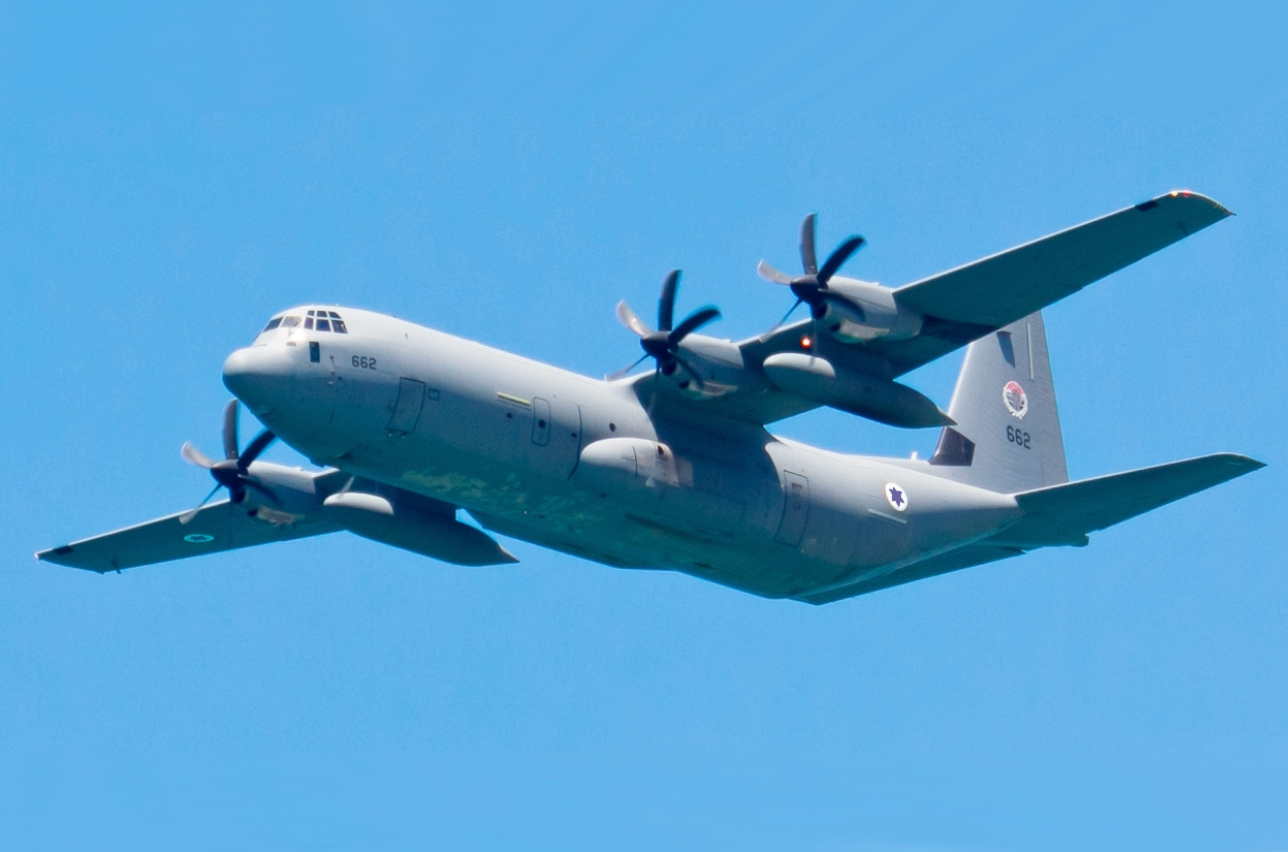
C-130J Shimshon під час святкування 68-го Дня незалежності Ізраїлю

| Авіація               | Походження                        | Тип                                       | Модифікація     | В експлуатації | Примітки                                  |                |
| Бойова авіація        | Бойова авіація                    | Бойова авіація                            | Бойова авіація  | Бойова авіація | Бойова авіація                            | Бойова авіація |
| --------------------- | --------------------------------- | ----------------------------------------- | --------------- | -------------- | ----------------------------------------- | -------------- |
| F-15 Eagle            | Сполучені Штати Америки           | багатофункціональний винищувач            | F-15 A/C/I      | 66             |                                           |                |
| F-16 Fighting Falcon  | Сполучені Штати Америки           | багатофункціональний винищувач            | F-16C/I         | 175            |                                           |                |
| F-35 Lightning II     | Сполучені Штати Америки           | багатофункціональний винищувач-невидимка  | F-35I           | 39             | 36 замовлено                              |                |
| ЛДРСН                 |                                   |                                           |                 |                |                                           |                |
| Boeing 707            | Сполучені Штати Америки / Ізраїль | ЛДРСН                                     |                 | 2              | модифікований радаром АФАР                |                |
| Gulfstream G550       | Сполучені Штати Америки           | ЛДРСН                                     | CAEW            | 2              | оснащений радаром IAI IAI EL/W-2085       |                |
| Розвідка              |                                   |                                           |                 |                |                                           |                |
| Super King Air        | Сполучені Штати Америки           | РЕР / РТР                                 | B200            | 18             |                                           |                |
| Gulfstream G550       | Сполучені Штати Америки           | РЕР / спостереження                       | SEMA            | 3              |                                           |                |
| Заправники            |                                   |                                           |                 |                |                                           |                |
| Boeing 707            | Сполучені Штати Америки           | дозаправлення у повітрі                   |                 | 7              |                                           |                |
| KC-46 Pegasus         | Сполучені Штати Америки           | дозаправлення у повітрі / транспортування |                 |                | 8 замовлено                               |                |
| KC-130 Hercules       | Сполучені Штати Америки           | дозаправлення у повітрі / транспортування | KC-130H         | 7              |                                           |                |
| Транспортування       |                                   |                                           |                 |                |                                           |                |
| Super King Air        | Сполучені Штати Америки           | допоміжний / транспортування              | B200            | 4              | два забезпечують багатомоторну підготовку |                |
| C-130 Hercules        | Сполучені Штати Америки           | транспортування / ПРО                     | C-130E/H        | 3              |                                           |                |
| C-130J Super Hercules | Сполучені Штати Америки           | тактичне повітряне транспортування        | C-130J-30       | 7              |                                           |                |
| Гелікоптери           |                                   |                                           |                 |                |                                           |                |
| Bell 206              | Сполучені Штати Америки           | допоміжний                                |                 | 4              |                                           |                |
| AH-64 Apache          | Сполучені Штати Америки           | ударний                                   | AH-64A/D Apache | 48             |                                           |                |
| Sikorsky UH-60        | Сполучені Штати Америки           | допоміжний                                | UH-60A/L        | 50             |                                           |                |
| Sikorsky SH-60        | Сполучені Штати Америки           | протичовнова боротьба                     | SH-60F          |                | 8 замовлено                               |                |
| Sikorsky CH-53        | Сполучені Штати Америки           | важкий вантаж                             | S-65C-3         | 22             | 18 замовлено                              |                |
| Eurocopter AS565      | Франція                           | ПРО                                       |                 | 4<             | працював на ВМС Ізраїлю                   |                |
| Навчально-тренувальні |                                   |                                           |                 |                |                                           |                |
| M-346 Lavi            | Італія                            | просунутий тренажер                       |                 | 30             |                                           |                |
| F-15 Eagle            | Сполучені Штати Америки           | тренажер з конверсії                      | F-15 B/D        | 20             |                                           |                |
| F-16 Fighting Falcon  | Сполучені Штати Америки           | тренажер з конверсії                      | F-16D           | 49             |                                           |                |
| Bell OH-58            | Італія                            | гелікоптерний тренажер                    |                 | 18             |                                           |                |
| T-6 Texan II          | Сполучені Штати Америки           | проміжний тренажер                        | T-6A            | 20             |                                           |                |
| Grob G-120            | Німеччина                         | базовий тренажер                          | G 120A          | 16             |                                           |                |
| AgustaWestland AW119  | Італія                            | гелікоптерний тренажер                    |                 |                | 12 замовлено                              |                |
| БПЛА                  |                                   |                                           |                 |                |                                           |                |
| IAI Eitan             | Ізраїль                           | спостереження                             | Heron-TP        |                | СВПД                                      |                |
| IAI Heron             | Ізраїль                           | спостереження                             | Heron-1         |                | СВПД                                      |                |
| Hermes 900            | Ізраїль                           | спостереження                             |                 |                | СВПД                                      |                |
| Hermes 450            | Ізраїль                           | спостереження                             |                 |                | тактичного рівня                          |                |
| Orbiter 4             | Ізраїль                           | спостереження                             |                 |                | тактичного рівня                          |                |

## Відбір та навчання пілотів

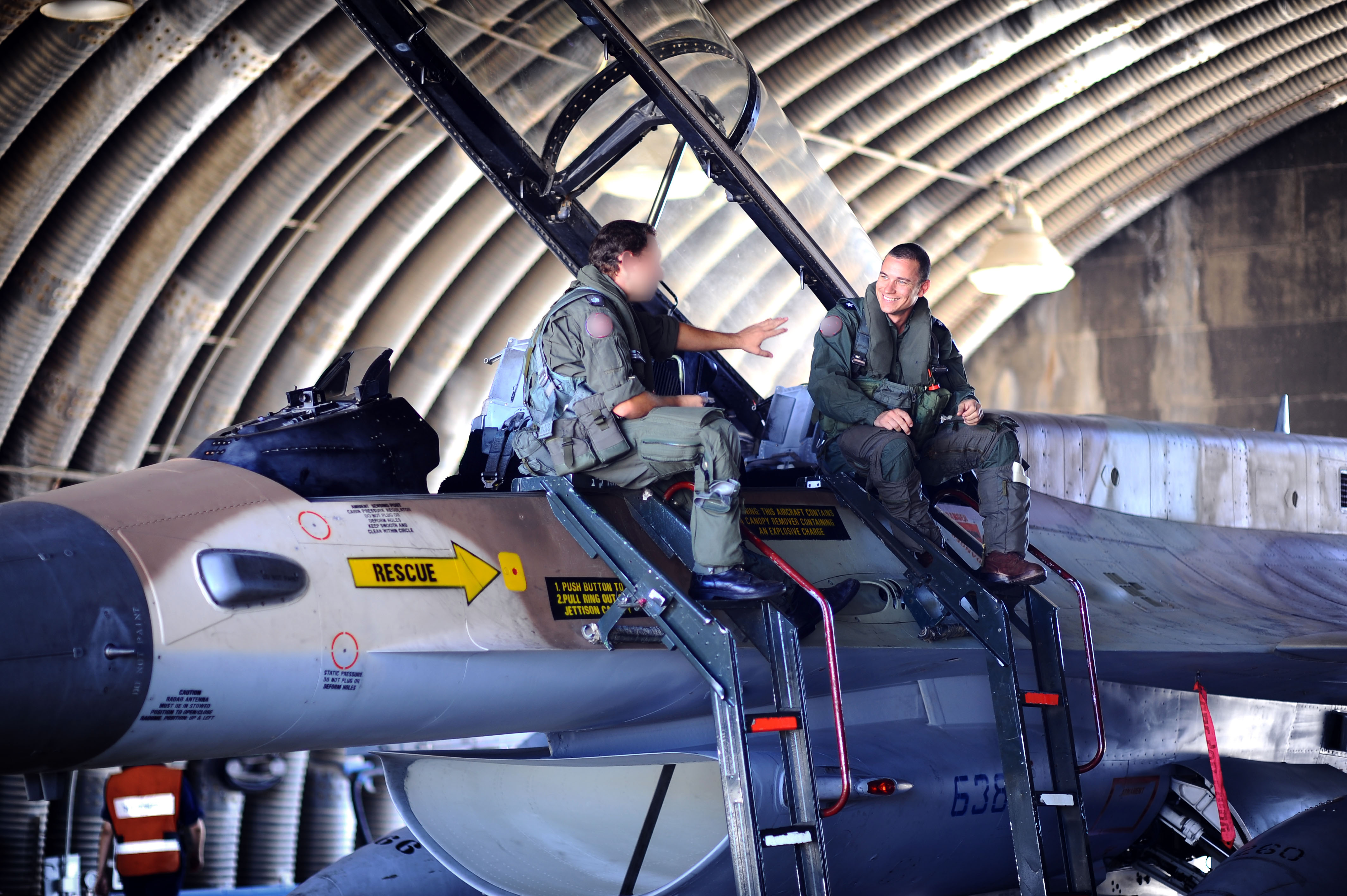
Пілоти Повітряних сил Ізраїлю сидять на F-16D «Barak»

Тридцять дев'ять ізраїльських пілотів отримали статус асів, збивши щонайменше 5 ворожих літаків. З них 10 збили щонайменше вісім реактивних літаків. Найвищим ізраїльським асом є полковник Гіора Епштейн, який збив сімнадцять ворожих літаків. Епштейну належить світовий рекорд за кількістю збитих реактивних літаків, а також найбільша кількість літаків будь-якого типу, збитих з часів Корейської війни.
До 1995 року Армія оборони Ізраїлю відмовляла жінкам у можливості стати пілотами. У 1995 році цивільна льотчиця та авіаційний інженер Еліс Міллер успішно подала петицію до Верховного суду Ізраїлю, щоб скласти іспити на підготовку пілотів Повітряних сил Ізраїлю, після того, як їй було відмовлено на підставі гендерної приналежності. У 1996 році суд врешті-решт постановив, що ПСІ не можуть відмовляти кваліфікованим жінкам у навчанні на пілота. Незважаючи на те, що Міллер не склала іспити, це рішення стало переломним моментом, відкривши двері для жінок на нових посадах в АОІ. Після скасування заборони першою жінкою-випускницею стала штурман F-16 "Шарі" у 1998 році, а через три роки - Роні Цукерман, перша жінка-пілот реактивного винищувача в історії ПСІ.

### Звання
Звання Повітряних сил ідентичні до інших звань Армії оборони Ізраїлю; знаки розрізнення звань ідентичні, за винятком використання срібла на темно-синьому тлі. Найвищим за рангом діючим офіцером служби є командувач ПСІ, який має звання генерал-майора (алуф) і підпорядковується безпосередньо Начальнику Генерального штабу АОІ.